# Kettle River (afluent del Blueberry)
El Kettle, també anomenat Kettle River o Kettle Creek, és un afluent del riu Blueberry, de 17 milles (28 milles) de llargada, al centre-nord de Minnesota als Estats Units. A través dels rius Blueberry, Shell i Crow Wing, forma part de la conca hidrogràfica del riu Mississipi, drenant una zona rural.
El riu Blueberry neix aproximadament a una milla (2 km) al sud de Wolf Lake, al township de Spruce Grove, al sud-est del comtat de Becker, i principalment flueix en direcció a l'est travessant el township de Runeberg fins al nord-oest del comtat de Wadena. Desemboca al riu Blueberry al township de Blueberry, a unes dues milles (3 km) a l'oest de Menahga. El riu Kettle discorre per l'ecoregió dels llacs i boscos del nord, caracteritzada per boscos de coníferes i arbres de fusta dura en planes planes i ondulades i sandurs.